# ヘイゲン・ダナー
ヘイゲン・ジャレル・ダナー（Hagen Jarrell Danner, 1998年9月30日 - ）は、アメリカ合衆国カリフォルニア州オレンジ郡ハンティントンビーチ出身のプロ野球選手（投手）。右投右打。MLBのシアトル・マリナーズ傘下所属。

## 経歴

### プロ入りとブルージェイズ時代
2017年のMLBドラフト2巡目（全体61位）でトロント・ブルージェイズから指名され、プロ入り。当時のポジションは捕手だった。契約後、傘下のルーキー級ガルフ・コーストリーグ・ブルージェイズでプロデビュー。34試合に出場して打率.160、2本塁打、20打点、3盗塁を記録した
2018年はアパラチアンリーグのルーキー級ブルーフィールド・ブルージェイズでプレーし、32試合に出場して打率.279、2本塁打、19打点、1盗塁を記録した。
2019年はA級ランシング・ラグナッツでプレーし、80試合に出場して打率.170、12本塁打、33打点、4盗塁を記録した
2020年は新型コロナウイルスの影響でマイナーリーグの試合が開催されなかったため、公式戦の出場は無かった。
2021年より投手へ転向した。この年はA+級バンクーバー・カナディアンズでプレーし、25試合に登板して2勝1敗3セーブ、防御率2.02、42奪三振を記録した。オフの11月18日にルール・ファイブ・ドラフトでの流出を防ぐために40人枠入りした。
2023年8月11日にアクティブ・ロースターに登録され、同日のシカゴ・カブス戦にてメジャー初登板を果たしたものの、これ以降は登板することが無く、残りのシーズンを怪我で棒に振った。
2024年も前年に続いて故障に悩まされ、メジャーでは1試合も登板することが無かった。オフの12月20日にジョシュ・ウォーカーを獲得したことに伴って、DFAとなった。

### マリナーズ時代
2025年1月8日にウェイバー公示を経てシアトル・マリナーズへ移籍した。3月7日にマイナー・オプションでAAA級タコマ・レイニアーズに配属された。4月4日にDFAとなり、4月7日にマイナー契約となった。

## 選手としての特徴
速球は90mph台中盤を計測し、変化球では80mph台中盤のスライダーを投げる。

## 詳細情報

### 年度別投手成績
| 年 度    | 球 団    | 登 板 | 先 発 | 完 投 | 完 封 | 無 四 球 | 勝 利 | 敗 戦 | セ 丨 ブ | ホ 丨 ル ド | 勝 率 | 打 者 | 投 球 回 | 被 安 打 | 被 本 塁 打 | 与 四 球 | 敬 遠 | 与 死 球 | 奪 三 振 | 暴 投 | ボ 丨 ク | 失 点 | 自 責 点 | 防 御 率 | W H I P |
| -------- | -------- | ----- | ----- | ----- | ----- | -------- | ----- | ----- | -------- | ----------- | ----- | ----- | -------- | -------- | ----------- | -------- | ----- | -------- | -------- | ----- | -------- | ----- | -------- | -------- | ------- |
| 2023     | TOR      | 1     | 0     | 0     | 0     | 0        | 0     | 0     | 0        | 0           | ----  | 1     | 0.1      | 0        | 0           | 0        | 0     | 0        | 0        | 0     | 0        | 0     | 0        | 0.00     | 0.00    |
| MLB：1年 | MLB：1年 | 1     | 0     | 0     | 0     | 0        | 0     | 0     | 0        | 0           | ----  | 1     | 0.1      | 0        | 0           | 0        | 0     | 0        | 0        | 0     | 0        | 0     | 0        | 0.00     | 0.00    |

- 2024年度シーズン終了時

### 年度別守備成績
| 年 度 | 球 団 | 投手（P） | 投手（P） | 投手（P） | 投手（P） | 投手（P） | 投手（P） |
| 年 度 | 球 団 | 試 合     | 刺 殺     | 補 殺     | 失 策     | 併 殺     | 守 備 率  |
| ----- | ----- | --------- | --------- | --------- | --------- | --------- | --------- |
| 2023  | TOR   | 1         | 0         | 0         | 0         | 0         | ----      |
| MLB   | MLB   | 1         | 0         | 0         | 0         | 0         | ----      |

- 2024年度シーズン終了時

### 背番号
- 65（2023年）